# Gustavo Jiménez
Gustavo Adolfo Jiménez Saldías (Cerro de Pasco, 5 avril 1886 - district de Paiján, La Libertad, 14 mars 1933) est un militaire et homme d'État péruvien qui est brièvement président du Pérou du 5 au 11 mars 1931.